# 음력 1월 28일
음력 1월 28일은 음력 1월의 28번째 날이다.

## 사건
- 1999년 - 포항공항에서 대한항공 1533편 활주로 이탈 사고 발생으로 79명 부상.

## 문화
- 1992년 - 안산선 고잔역 개통

## 탄생
- 1995년 -
  - 대한민국의 가수 리키 (틴탑).
  - 대한민국의 배우 이연.

## 사망
- 1908년 - 조선 말기의 의병대장이자, 독립운동가 민긍호.
- 2006년 - 대한민국의 칼럼니스트 이규태.

## 같이 보기
- 음력 360일: 1월 2월 3월 4월 5월 6월 7월 8월 9월 10월 11월 12월
- 전날:1월 27일 다음날:1월 29일 - 전달:12월 28일 다음달:2월 28일
- 양력:1월 28일
- 음력, 윤달